# Ceratovacuna graminum
Ceratovacuna graminum är en insektsart som först beskrevs av Van der Goot 1917.  Ceratovacuna graminum ingår i släktet Ceratovacuna och familjen långrörsbladlöss. Inga underarter finns listade i Catalogue of Life.